# Albert Nicolai Schioldann
Albert Nicolai Schioldann (født 21. januar 1843 i København, død 23. februar 1917) var murermester og justitsråd, der grundlagde Schioldanns Stiftelse i København for de midler, han havde tjent som bygmester. Han var meget optaget af at hjælpe de døve. (Han havde en døv søn, assistent i Københavns kommune Ove Schioldann)
Han var søn af arkitekt og murermester J.N. Schioldann og hustru f. Christensen. Han var inspektør ved Kronprins Frederiks og Kronprinsesse Louises Stiftelse, medlem af bestyrelsen for Arbejdshjemmet for døvstumme Piger og for Døvstummeforeningen af 1866, æresmedlem af Døvstummeforeningen af 1866, i kirkebestyrelsen for De Døvstummes Menighed og formand for bestyrelsen for Schioldanns Stiftelse. Han var Ridder af Dannebrog.
Det antages at Schioldannsvej i Charlottenlund (ved Ordrup Station) er opkaldt efter ham, selvom han vist ingen lokal tilknytning havde. Måske har han købt grunden og udstykket den.
Schioldann optrådte også som arkitekt; således har han fx tegnet den italienskinspirerede Villa Bell Mare, Strandvejen 255 i Skovshoved, opført 1889 for fabrikant Theodor Neubert.
Schioldann var gift med Frederikke Christiane f. Meyer.